# Kafubu (Lufwanyama)
Kafubu è un ward dello Zambia, parte della Provincia di Copperbelt e del Distretto di Lufwanyama.